# Тотиодзан Юитиро
Тотиодзан Юитиро (настоящее имя Юитиро Кагэяма; род. 9 марта 1987 года) — бывший борец сумо из Коти, Япония. Дебютировал в профессиональном сумо в январе 2005 и вошёл в высший дивизион макуути в марте 2007 года. Наивысшая позиция — сэкивакэ. На подъеме карьеры в 2007 году рассматривался как один из самых многообещающих японских борцов.

## Ранние годы
Кагэяму отдали в сумо очень раннем возрасте, потому что сумо было очень популярно в районе, где он жил, и его родители были фанатами сумо. Он вступил в местный клуб сумо. Сначала сумо ему очень не нравилось, он не любил жесткость и постоянные тренировки, которые были необходимыми. Много раз он хотел бросить, но с течением времени он втянулся и стал получать удовольствие от сумо, достиг некоторых успехов и перевёлся в школу Мэитоку Гидзюку, известную в префектуре Коти своей сильной школой сумо. Став в этой школе ёкодзуной среди старших школьников, он перевёлся в школу Саитама Сакаэ, находящуюся в Большом Токио, где продолжил свои тренировки.. Будущий одзэки Гоэйдо уже учился в этой школе. Здесь началась долгая история их противостояния. По мере приближения к выпуску Тотиодзан хотел поступать в университет, однако в итоге решил войти в профессиональное сумо прямо из старшей школы.

## Карьера
Несколько различных школ претендовали на Тотиодзана, но в конце концов он выбрал школу Касугано. В марте 2007 года он дебютировал на дохё под своей фамилией Кагэяма. Он быстро продвигался сквозь дивизионы, выиграв в третьем низшем дивизионе сандаммэ в ноябре того же года. В сентябре 2006 в возрасте 19 лет он стал оплачиваемым сэкитори, когда пробился в Дзюрё, получив своё борцовское имя Тотиодзан.
Дебютировав в макуути в марте 2007 года он до 14 дня боролся за чемпионское звание, окончив выступление на дебютном турнире с результатом 11-4 и получив специальный приз Канто-сё. Дальше последовала травма плеча и снятие в десятый день июльского турнира. Несколько следующих турниров он находился на дне дивизиона, страдая от болей в пояснице, но в марте 2008 года он обрёл свою форму, показав результат 11-4 и завоевав Гино-сё. После череды побед и неудач на турнирах по результатам январского турнира 2009 года 10-5 он добился звания маэгасира 2. В марте 2009 года он начал турнир с побед над тремя одзэки Котосёгику, Харумафудзи и Тиётайкай и имел результат 7-3 после 10 дней. Проиграв затем 4 матча подряд, он всё-таки добился своего катикоси в заключительный день турнира.

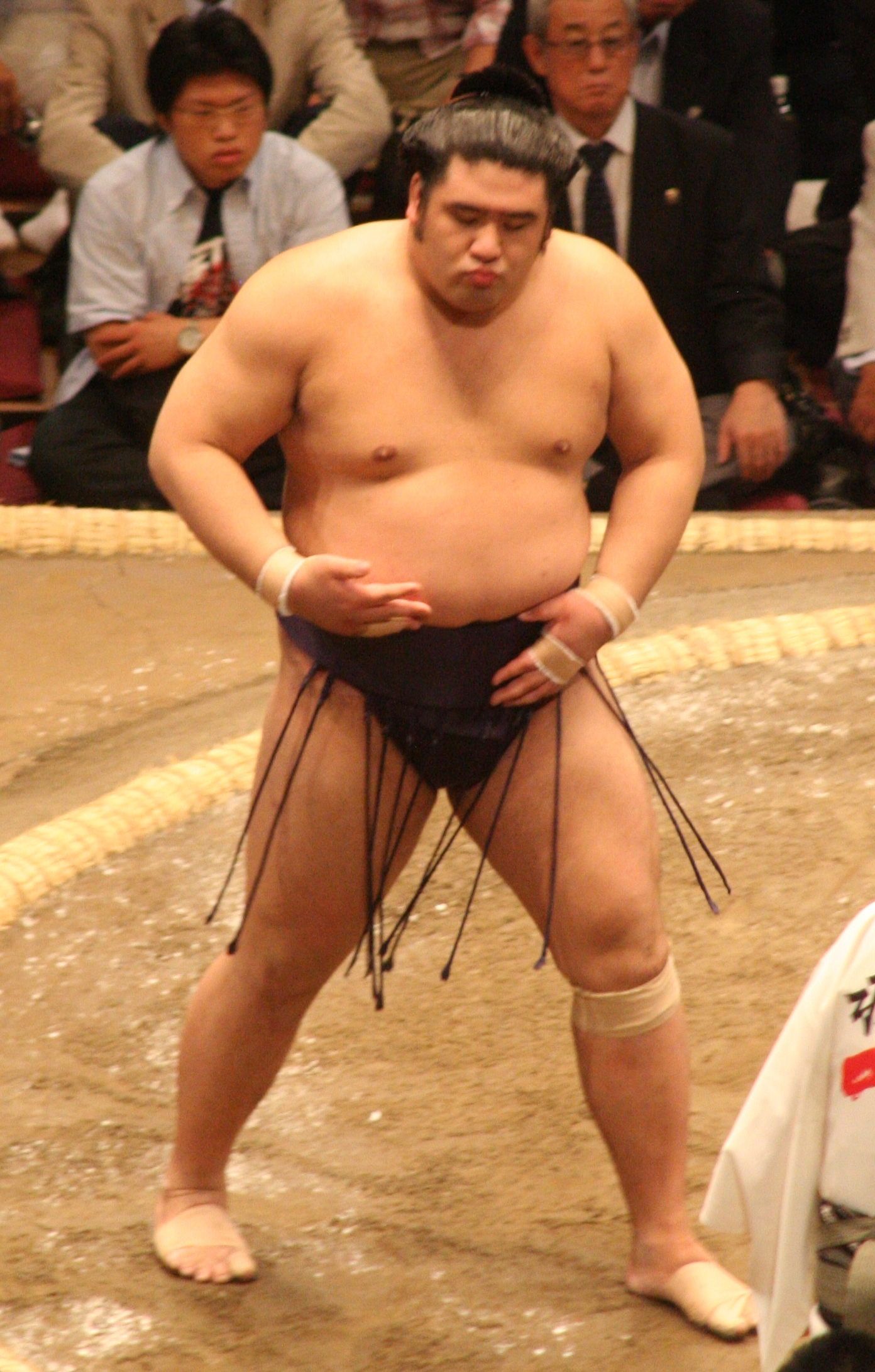
Тотиодзан перед своим первым поединком в санъяку в мае 2009 года.

Этого оказалось достаточно, для того чтобы попасть в санъяку на майском турнире в звании комусуби. После оглашения бандзукэ по результатам турнира, он созвал пресс-конференцию, на которой заявил, что хотел бы одержать на одну победу больше, чем его извечный соперник Гоэйдо, который только что впервые добился звания сэкивакэ. Они начали свою профессиональную карьеру на одном и тоже турнире, Тотиодзан шёл вслед за Гоэйдо в Дзюрё и Макуути, но выиграл всего лишь раз в шести личных схватках. В мае 2009 года оба показали результат 6-9 и стали рядовыми маэгасира. В июле последовало 2-13, однако одна из его побед была над Гоэйдо.
Вернулся Тотиодзан в санъяку после мартовского турнира 2010 года, который он закончил с результатом 11-4, после чего снова получил звание комусуби. Хорошее выступление в июле 9-6 позволило впервые подняться до звания сэкивакэ. В своём первом турнире как сэкивакэ Тотиодзан показал очень хороший результат 11-4, второй раз завоевав приз за техническое совершенство Гино-сё. Однако два макэкоси подряд на последующих турнирах и неудачные 4-11 в мае 2011 года подкосили его. Он снялся с ноябрьского турнира из-за травмы лодыжки на правой ноге. Вернувшись после травмы, Тотиодзан в первом турнире 2012 года показал хорошую борьбу с результатом 11-4, остановившись в шаге от получения своего перового приза за проявленный боевой дух Канто-сё, проиграв в последний день турнира Гагамару, победа над которым позволила бы ему взять приз.
В мае 2012 года Тотиодзан проиграл в финале плей-офф Кубка Императора Кёкутэнхо, после того как они оба закончили турнир с результатом 12-3. Это был первый в истории плей-офф, участниками которого были только маэгасира. Это поражение не позволило Тотиодзану стать первым этническим японцем, выигравшим юсё в макуути с 2006 года, когда победил Тотиадзума.. В следующем турнире Тотиодзан вернул себе звание сэкивакэ. В сентябре он победил Хакухо, первый раз из 15 схваток, получил первую золотую звезду кимбоси и свой первый приз за выдающееся выступление Сюкун-сё.
С начала 2013 года Тотиодзан в основном пребывал в санъяку, однако серьёзных заявок на продвижение в одзэки не было. После временного понижения до рядового маэгасира из-за травмы, он взял свою вторую золотую звезду у Харумафудзи в ноябре 2014 года. В июле 2015 года он победил обоих ёкодзун, принимавших участие в басё — Хакухо и Какурю, и выиграл свой второй приз за выдающееся выступление Сюкун-сё.
В июле 2020 года объявил об отставке . Он начал работу младшим тренером в школе Касугано по лицензии Киёмигата/

## Стиль борьбы
Чаще всего Тотиодзан выигрывал, используя техники (кимаритэ) ёрикири, осидаси, ёритаоси и оситаоси. Это означает, что в основном он выигрывал, просто выталкивая своих оппонентов из круга или опрокидывая с захватом за маваси, а также толчками в грудь. Он редко использовал броски. Его любимый захват маваси миги-ёцу — захват, при котором его левая рука над рукой оппонента, а правая рука между руками оппонента.

## Результаты выступлений
| Год в сумо | Январь Хацу басё, Токио    | Март Хару басё, Осака              | Май Нацу басё, Токио              | Июль Нагоя басё, Нагоя         | Сентябрь Аки басё, Токио    | Ноябрь Кюсю басё, Фукуока         |
| --- | -------------------------- | ---------------------------------- | --------------------------------- | ------------------------------ | --------------------------- | --------------------------------- |
| 2005 | x                          | Дзёнокути #31 востока 6–1          | Дзёнидан #61 востока 6–1          | Сандаммэ #93 востока 6–1       | Сандаммэ #36 востока 5–2    | Сандаммэ #12 запада 7–0–P Чемпион |
| 2006 | Макусита #12 запада 4–3    | Макусита #7 запада 5–2             | Макусита #3 запада 5–2            | Макусита #1 востока 6–1        | Дзюрё #11 востока 9–6       | Дзюрё #7 запада 9–6               |
| 2007 | Дзюрё #2 запада 10–5–PP    | Маэгасира #14 востока 11–4 Д       | Маэгасира #4 запада 6–9           | Маэгасира #7 востока 4–6–5     | Маэгасира #13 запада 7–8    | Маэгасира #15 востока 7–8         |
| 2008 | Маэгасира #15 востока 8–7  | Маэгасира #12 востока 11–4 Т       | Маэгасира #5 востока 5–10         | Маэгасира #11 востока 9–6      | Маэгасира #6 запада 6–9     | Маэгасира #9 востока 6–9          |
| 2009 | Маэгасира #12 востока 10–5 | Маэгасира #2 запада 8–7            | Комусуби #1 запада 6–9            | Маэгасира #2 востока 2–13      | Маэгасира #12 востока 11–4  | Маэгасира #3 востока 5–10         |
| 2010 | Маэгасира #10 востока 8–7  | Маэгасира #6 востока 11–4          | Комусуби #1 запада 7–8            | Маэгасира #1 востока 9–6       | Сэкивакэ #1 запада 11–4 Т   | Сэкивакэ #1 востока 7–8           |
| 2011 | Комусуби #1 востока 6–9    | Сэкивакэ востока Отмена басё 0–0–0 | Маэгасира #2 запада 4–11          | Маэгасира #8 востока 10–5      | Маэгасира #3 запада 7–8     | Маэгасира #4 запада 5–6–4         |
| 2012 | Маэгасира #8 запада 11–4   | Комусуби #1 запада 5–10            | Маэгасира #4 востока 12–3–P Д     | Сэкивакэ #1 запада 4–11        | Маэгасира #5 востока 9–6 В★ | Маэгасира #1 запада 10–5          |
| 2013 | Комусуби #1 востока 8–7    | Комусуби #1 востока 10–5           | Комусуби #1 востока 6–9           | Маэгасира #2 востока 10–5      | Комусуби #1 востока 8–7     | Сэкивакэ #1 запада 7–8            |
| 2014 | Комусуби #1 запада 11–4    | Сэкивакэ #2 запада 9–6             | Сэкивакэ #1 запада 10–5           | Сэкивакэ #1 запада 2–6–7       | Маэгасира #8 востока 11–4   | Маэгасира #1 востока 8–7 ★        |
| 2015 | Комусуби #1 запада 7–8     | Маэгасира #1 востока 10–5          | Комусуби #1 востока 8–7           | Сэкивакэ #1 востока 10–5 В     | Сэкивакэ #1 востока 8–7     | Сэкивакэ #1 востока 8–7           |
| 2016 | Сэкивакэ #1 востока 7–8    | Комусуби #1 востока 4–11           | Маэгасира #5 востока 8–7          | Маэгасира #1 запада 8–7 ★      | Комусуби #1 запада 7–8      | Маэгасира #1 востока 6–9          |
| 2017 | Маэгасира #4 востока 3–12  | Маэгасира #10 запада 10–5          | Маэгасира #4 востока 6–9 ★        | Маэгасира #5 запада 12–3       | Комусуби #1 запада 6–9      | Маэгасира #2 запада 4–11          |
| 2018 | Маэгасира #8 востока 6–6–3 | Маэгасира #11 востока 5–10         | Маэгасира #15 востока 8–7         | Маэгасира #13 востока 10–5     | Маэгасира #7 запада 8–7     | Маэгасира #2 востока 8–7 ★        |
| 2019 | Маэгасира #1 востока 6–9 ★ | Маэгасира #4 востока 3–12          | Маэгасира #11 запада 6–9          | Маэгасира #12 востока 5–10     | Маэгасира #16 запада 6–9    | Дзюрё #2 востока 10–5             |
| 2020 | Маэгасира #16 востока 9–6  | Маэгасира #10 запада 3–12          | Дзюрё #2 запада Отмена басё 0–0–0 | Дзюрё #2 запада Отставка 0–0–0 | x                           | x                                 |
| Результат приведен как победил-проиграл-снялся Победа Малый кубок Отставка Не выступал в макуути Специальные призы: Д=За боевой дух (Канто-сё); В=За выдающееся выступление (Сюкун-сё); Т=За техническое совершество (Гино-сё) Ещё показаны: ★=Кимбоси; P=Участие в дополнительном финале Лиги: Макуути — Дзюрё — Макусита — Сандаммэ — Дзёнидан — Дзёнокути Ранги макуути: Ёкодзуна — Одзэки — Сэкивакэ — Комусуби — Маэгасира |                            |                                    |                                   |                                |                             |                                   |